# Gouvernement Haddscha
Haddscha (arabisch حجة, DMG Ḥaǧǧa) ist eines der 22 Gouvernements des Jemen. Es liegt im Nordwesten des Landes.
Haddscha hat eine Fläche von 10.141 km² und ca. 2.107.000 Einwohner (Stand: 2017). Das ergibt eine Bevölkerungsdichte von 208 Einwohnern pro km². Die Hauptstadt des Gouvernements heißt Haddscha, eine weitere bedeutende Stadt im Gouvernement ist ʿAbs.